# Gillyén József
Nagyenyedi Gillyén József (Szatmárnémeti, 1871. április 11. – Pozsony, 1918. augusztus 26.) hidrológus, építőmérnök.

## Életpályája
Középiskoláját a szatmári református gimnáziumban végezte. A budapesti József Nádor Műegyetem Mérnöki Karán mérnöki oklevelet szerzett 1893-ban. 1896–1903 között a szatmári, 1904–1908 között pedig az aradi folyammérnöki hivatal mérnöke volt. 1909–1912 között a Földművelésügyi Minisztérium Vízrajzi Osztályán dolgozott. 1910–1918 között a Vízügyi Közlemények állandó szerzője és szakfordítója volt. 1913–1918 között a pozsonyi folyammérnöki hivatal munkatársa; beosztott mérnöke volt. 1918-ban a folyammérnöki hivatal főnöke volt.

### Munkássága
A magyarországi korszerű hidrológiai kísérleti területek vizsgálatának egyik úttörője volt. Nemzetközileg is az elsők közt dolgozta fel a hidrológiai észlelések eredményeit. Többször járt nyugat-európai tanulmányutakon, amelyek tapasztalatait felhasználva fontos szerepet játszott a modern folyamszabályozási módszerek elterjesztésében. Elsőként alkalmazta Magyarországon az ún. Girardon-elvet. 1913-tól részt vett a Felső-Dunai kisvízi szabályozásban.

## Családja
Evangélikus családból származott. Szülei: Gillyén József (1836–1908), a szatmári takarékpénztár igazgatója és hilibi Haller Mária (1840–1900) voltak. Testvére: Gillyén Sándor (1872–1942) hidrológus, építőmérnök. Felesége, Desseő Bella volt. Fia: Gillyén József (1898–1928) gépészmérnök, leánya: Gillyén Lili.

## Művei
- Hidrológiai tanulmányok a Gladna-patak, a Szernye-mocsár és a Ferenc-csatorna jobbparti delta-lecsapoló társulat területén (1910)
- Vízmércéink és csapadékmérő állomásaink
- Folyóink jégjárása az 1910/11. évek telén
- Tanulmányúti jelentés. 62 rajzzal és fényképpel
- Hidrológiai adatok a Bega-vidék és Szernye-mocsár egyes vízfolyásairól
- A vízrajzi osztály talajkutatásai (1911)
- A Maros-szabályozás mai állása (1912)
- A Kraszna kotróhajó elsülyedése és kiemelése. 8 képpel (1912)
- A Maros hajózhatósága (1912)
- A Maros folyó vízjárása az 1912. évben (1913)
- A Rhone folyó új hajóparkja (1914)
- A pozsonyi folyammérnöki hivatal Dunaszakaszán 1913. évben végzett munkálatok (1915)
- A pozsonyi Dunaszakasz szabályozása (1915)

## Műfordításai
- Intze, O.: A völgyzárógátak történeti fejlődése, célja és építése. 152 ábrával a szöveg között és 15 melléklettel (1910)
- Tavernier, R.: Vízmennyiség-mérések változó medrű folyókon. 15 ábrával és 4 külön melléklettel (1911)
- Armand: A Rhone folyó szabályozó munkálatai (1914)